# Reglament
|  | Per a altres significats, vegeu «Reglament (Unió Europea)». |

El reglament és una norma jurídica de caràcter general dictada per una administració pública. El seu rang en l'ordre jeràrquic és immediatament inferior a la llei, i generalment la desenvolupa i emana d'aquesta.
Els reglaments són font de dret essencial per a l'administració pública, però també provenen d'ella. En aquest sentit tenen un doble vessant: Per la seva procedència són un producte de l'administració sotmesos al principi de legalitat i susceptibles de ser fiscalitzats per la jurisdicció contenciosa administrativa, però pel seu contingut són normes de dret objectiu i, per tant, s'integren en l'anomenat bloc de la legalitat que s'imposa a l'administració pública en la seva actuació. Són redactats, tradicionalment pel poder executiu, encara que els ordenaments jurídics actuals reconeixen potestat reglamentària a altres òrgans de l'Estat (com ara les cambres legislatives per a l'exercici de les funcions que li són pròpies).
Per tant, segons la majoria de la doctrina, es tracta d'una de les fonts del dret, formant ja part de l'ordenament jurídic. La titularitat de la potestat reglamentària ve recollida en les constitucions.

## Classificació
Els reglaments es poden classificar en:
- estatals o no estatals, en funció de quina administració territorial els dicta.
- executius (reglaments secundum legem): que són aquells que desenvolupen una norma legal ja existent.
- independents(reglaments praeter legem): que són els que, encara no existint una norma legal, regulen una activitat que mereix atenció jurídica.
- necessitat (reglaments contra legem): és a dir, aquells dictats com a conseqüència d'un estat extraordinari per al qual es necessiten disposicions ràpides.

Típicament a Espanya els reglaments són publicats en diari oficial en forma de Reial Decret del President del Govern, Reial Decret del Consell de Ministres, ordre ministerial o, a Catalunya, ordres d'una conselleria. En l'àmbit local, les ordenances municipals tenen el mateix rang que un reglament. De totes maneres, la llei 50/1997 de 27 de novembre del Govern, en el seu article 23.3, especifica la jerarquia entre reglaments situant per sobre aquells que provenen del president o del Consell de ministres i restant per sota les ordres ministerials.